# ビットキー
株式会社ビットキーは、東京都中央区に本社を置き、自律分散システムによる独自のキーテクノロジー「bitkey platform」の提供を行っている日本の企業である。

## 概要
2018年に3人の共同代表（代表取締役CEO江尻 祐樹、代表取締役COO福澤 匡規、代表取締役CCO寳槻 昌則）によって設立された。
2019年末に発表された日経トレンディ「2020ヒット予測100」では16位に「ビットキー」がランクイン、2020年夏に発表された東洋経済「すごいベンチャー100」でも選出されている。
2023年6月には代表取締役CEO江尻佑樹が退任し、代表取締役CCO寳槻 昌則が新たに代表取締役CEOに就任した。

## 沿革
- 2018年
  - 5月16日 - 設立
  - 8月1日 - 創業
  - 12月26日 - 総額3.4億円の第三者割当増資を実施[3]
- 2019年
  - 4月1日 - 「bitlock LITE」発売
  - 6月20日 - 総額約7.4億円の第三者割当増資
  - 6月24日 - bitlock GATE発売開始
  - 6月28日 - オフィス向けスマートロックbitlock PRO 発売開始
  - 7月9日 - セイノーホールディングスのココネット株式会社と業務提携を締結
  - 8月8日 - bitlock Cardを発売開始
  - 8月20日 - 株式会社ポケットマルシェと業務提携
  - 8月28日 - MONETコンソーシアム加盟
  - 11月4日 - 大阪ガスとの業務提携
  - 12月30日 - 「bitkey platform（ビットキープラットフォーム）」の正式版を公開

- 2020年
  - 1月23日 - 総額39億円超のシリーズAラウンド資金調達完了
  - 2月5日 - 楽天・東急・Yperと環境省のオートロック付マンションの置き場所指定配達に関する実証実験開始
  - 2月6日 - スマート受付システム「bitreception」を提供開始
  - 6月12日 - 家賃保証の株式会社Casaと業務提携
- 2023年
  - 6月5日 - 代表取締役CEO江尻祐樹が退任し、後任として当社代表取締役CCO寳槻昌則が代表取締役CEOに就任

## 主要製品

### bitlock LITE
住宅向けスマートロック。解錠方法はスマホアプリ（iOS＆Android）とApple Watch、専用デバイス「bitbutton」に対応

### bitlock PRO
オフィス向けスマートロック。NFCリーダーとセットで利用することで、ICカードで解錠も可能

### bitlock GATE
電子制御のドア向けスマートロック。マンションのオートロックエントランスやオフィスの自動ドア等に対応。

### bitreception
スマートロックと連動したスマート受付システム。

### bitlock CARD
様々なドア・カギの形状でも設置を可能にするアタッチメントパックがセットになったギフトカード